# 卢考
卢考（德語：Luckau，發音：[ˈlʊkaʊ] ⓘ）是德国勃兰登堡州达默-施普雷瓦尔德县的城市，面积207.44平方千米，2023年12月31日人口为9,585人。